# Агоп Агопов
Агоп Минас Агопов е български и американски художник и скулптор от арменски произход.

## Биография
Роден е през 1904 г. в Сливен. Учи скулптура в Рим, Париж и Ню Йорк. През 1927 г. се установява в САЩ. Първоначално учи в Колумбийския университет и след това в Националната академия за изящни изкуства, където завършва през 1931 г. с отличие и е поканен за асистент. В продължение на три поредни години получава Първа награда по скулптура в академията. Учи при Джордж Вланд Брингман и Харви Дун. Урежда изложби в множество градове в САЩ, взема участие в изложбата на българите в Ню Йорк, заедно със скулптора Атанас Качамаков.
Твори в областта на портрета. Най-често му позират театрали, музиканти, учени, писатели, прави бюстове на редица исторически личности, свързани с основаването на Америка и нейната история. Прави скулптурни бюстове на румънския министър-председател Александру Авереску, чешкия композитор Антонин Дворжак, Питер Бел – губернатор на Тексас, принцеса Грейс от Монако. Голямо признание получават портретите му в Мемориала музей на Джон Ф. Кенеди в Хюаънис Порт и тези от Барнстабъл, Масачузетс. Два пъти получава наградата „Линдзи Морис“ на Националното скулптурна асоциация. Награден е със златен медал за Признание, наградата Хънтингтън от Асоциацията на творците от Хъдсън Валей, златен медал на Съюза на художниците от Америка.
През 1980 г. става първият творец, който не е роден в САЩ, отличен от Американския нумизматичен съюз за принос в тази област. В 1967 и 1970 г. създава две серии медали от портрети на личности, включени в Залата на славата в Градския университет на Ню Йорк.
По-известни негови творби са: „Черният роб“ (1935), „Изкуство и смърт“ (1935); както и бюстовете: „Д-р Хауз“, „Олин Даунс“, „Анри Тасо“ и др., работени през 1935 г.
Умира през 1983 г. в Ню Джърси, САЩ.